# Yves Saint Laurent (film)
Yves Saint Laurent je francouzský hraný film z roku 2014, který režíroval Jalil Lespert podle vlastního scénáře. Film natočený podle knihy Laurence Benaïma popisuje životní osudy francouzského módního návrháře Yvese Saint-Laurenta. Snímek byl v ČR uveden v roce 2014 na filmovém festivalu Febiofest, do kin byl uveden 27. března 2014. Film byl natáčen především v Paříži a Marrákéši.

## Děj
Film líčí zhruba 20 let života Yves Saint Laurenta. Středobodem je vztah k jeho obchodnímu a životnímu partnerovi Pierrovi Bergém. Děj líčí Laurentovy počátku u Diora, jeho první vlastní módní přehlídku v roce 1958, seznámení se s Bergém až k jejich rozchodu v roce 1976.

## Obsazení
| Pierre Niney         | Yves Saint-Laurent     |
| Guillaume Gallienne  | Pierre Bergé           |
| Charlotte Le Bon     | Victoire Doutreleau    |
| Nikolai Kinski       | Karl Lagerfeld         |
| Laura Smet           | Loulou de la Falaise   |
| Marie de Villepin    | Betty Catroux          |
| Ruben Alves          | Fernando Sanchez       |
| Astrid Whettnall     | Yvonne de Peyerimhoff  |
| Marianne Basler      | Lucienne Saint Laurent |
| Adeline D'Hermy      | Anne-Marie Munoz       |
| Xavier Lafitte       | Jacques de Bascher     |
| Jean-Édouard Bodziak | Bernard Buffet         |
| Alexandre Steiger    | Jean-Pierre Debord     |
| Michèle Garcia       | Raymonde Zehnacker     |